# Hildegard Koch
Hildegard Koch (* 22. März 1871 in Chemnitz; † 9. März 1923 in Dresden; vollständiger Name: Wilhelmine Eugenie Hildegard Koch) war eine deutsche Malerin.

## Leben
Von Hildegard Koch sind nur wenige Lebensdaten bekannt. Sie wurde 1871 in Chemnitz geboren und lebte und arbeitete in Dresden. Sie stellte regelmäßig im Sächsischen Kunstverein aus und war Mitglied der Gruppe Dresdner Künstlerinnen, Ortsverband Dresdner Künstlerinnen, des 1908 neu gegründeten Bundes deutscher und österreichischer Künstlerinnenvereine.

## Ausstellungen (Auswahl)
- 1893: Sächsischer Kunstverein[3]
- 1894: Sächsischer Kunstverein[4]
- 1899: Sächsischer Kunstverein[5]
- 1900: Sächsischer Kunstverein[6]
- 1901: Sächsischer Kunstverein[7]
- 1902: Sächsischer Kunstverein[8]
- 1903: Sächsischer Kunstverein[9]
- 1907: Sächsischer Kunstverein[10]
- 1908: Galerie Arnold, Gruppe Dresdner Künstlerinnen
- 1908: Sächsischer Kunstverein[11]
- 1909: Sächsischer Kunstverein[12]
- 1910: Sächsischer Kunstverein[13]
- 1911: Sächsischer Kunstverein[14]
- 1912: Sächsischer Kunstverein[15]
- 1912: Ausstellung „Frauenkunst“ in Dresden, Bund deutscher und österreichischer Künstlerinnenvereine, in den Räumlichkeiten des Sächsischen Kunstvereins, ab 7. April 1912 (Ostersonntag), unter Teilnahme der Ortsgruppen aus Dresden, Berlin, Braunschweig, Bremen Breslau, Kassel, München und Wien[16]
- 1914: Sächsischer Kunstverein[17]
- 1915: Sonderausstellung Hildegard Koch Kunsthandlung Max Sinz im grafischen Kabinett mit Tempera, Aquarelle, Zeichnungen[18]
- 1923: Nachlassausstellung Kunsthandlung Max Sinz[1]